# Richard Grewe (Journalist)
Richard Grewe (* 17. März 1897 in Hamburg; † 25. Dezember 1937 in der Sowjetunion) war ein deutscher Kommunist und Journalist.
Richard Grewe war gelernter Maurer und gehörte seit 1920 der KPD an. Er nahm 1923 am Hamburger Aufstand teil und war Mitarbeiter des M-Apparates der Partei. Bereits 1924 gelangte er als Politemigrant in die UdSSR, seit 1925 gehörte er der RKP(B) an. Seit 1927 unterrichtete er an der Sowjetparteischule Politökonomie, Historischen Materialismus und Leninismus. Im Januar 1931 wurde er Redakteur der „Roten Zeitung“ in Leningrad. Nach Einstellung der Zeitung am 7. Mai 1936 wechselte er zur „Deutschen Zentral-Zeitung“ (DZZ) und war dort zunächst Leiter der Landwirtschaftsabteilung und Parteisekretär, nach der Entlassung von Károly Garai im Oktober 1937 verantwortlicher Redakteur. Am 14. November 1937 wurde Grewe verhaftet und der aktiven Teilnahme an einer antisowjetischen trotzkistischen Sabotage- und Terrororganisation beschuldigt, die Kontakte zu Sinowjew und Jewdokimow gehabt habe. Am 25. Dezember 1937 wurde er vom Militärkollegium des Obersten Gerichts der UdSSR zum Tode verurteilt und am selben Tag erschossen.
Grewes Lebenspartnerin Traute (Gertrud) Bernier (* 4. August 1901; † 1969), von 1934 bis 1937 Mitarbeiterin in der Redaktion der DZZ, war gleichfalls Repressalien ausgesetzt, sie wurde am 8. Juni 1938 verhaftet und am 23. Juli 1938 von der Sonderberatung des NKWD als „Angehörige eines Verräters an der Heimat“ zu drei Jahren Besserungsarbeitslager verurteilt. 